# Thảm sát Chợ Lớn 1782
Vụ thảm sát Chợ Lớn năm 1782 là một vụ thảm sát người Hoa do quân Tây Sơn dưới sự lãnh đạo của Nguyễn Nhạc thực hiện vào năm 1782 tại khu vực Chợ Lớn, Gia Định, thuộc Thành phố Hồ Chí Minh ngày nay.

## Bối cảnh
Vào cuối thế kỷ 16, An Nam bị chia cắt bởi "Vua Lê Chúa Trịnh" ở Đàng Ngoài và Chúa Nguyễn ở Đàng Trong. Nhà họ Nguyễn ở Quảng Nam đã chủ động thu hút một lượng lớn người Hoa nhập cư và sử dụng chính sức mạnh của người Hoa để tiêu diệt Vương quốc Champa ở phía Nam cũng như mở rộng lãnh thổ qua khu vực Lào. Trong khi đó, ở Trung Quốc là giai đoạn đổi thay triều đại giữa nhà Minh và nhà Thanh, khiến cho nhiều người Trung Quốc di cư về phía Nam. Do nhà Trần có lực lượng canh giữ nghiêm ngặt nên người di cư thường đi đến khu vực Quảng Nam để sinh sống. Đến giữa thế kỷ 18, ngày càng nhiều hải tặc và thương nhân nhà Thanh đến khu vực Quảng Nam đã giao thương. Trong khi đó, ở miền Nam Việt Nam (ngày nay là Đồng bằng sông Cửu Long) nhóm người Hoa nhập cư vẫn đang chiếm ưu thế.
Vì sự thống trị bắt đầu bị tha hóa và tham nhũng của triều đại nhà Nguyễn thì vào năm 1771, ba anh em Nguyễn Nhạc, Nguyễn Lữ, Nguyễn Huệ vốn xuất thân từ gia đình địa chủ nhỏ vùng Tây Sơn đã đứng lên phát động cuộc khởi nghĩa Tây Sơn. Năm 1773, quân Tây Sơn tiếp tục tấn công về phía Nam ở khu vực Quảng Nam.
Trong giai đoạn đầu của cuộc nội chiến Việt Nam trong giai đoạn 1771–1802, nhiều người Trung Quốc đã thành lập một đội nhóm quân sự được gọi là quân Hòa Nghĩa chiến đấu phục vụ cho chúa Nguyễn, kẻ thù của Tây Sơn.
Thuở đầu tiên, nhóm người Hoa ở khu vực Quy Nhơn đã tập hợp thành quân Hòa Nghĩa và đứng đầu bởi Tập Đình và Lý Tài xuất hiện trong đội ngũ của quân Tây Ninh. Tuy nhiên, trong lúc quân đội Tây Sơn chiếm đóng Quảng Nam, quân Nghĩa Đoàn đã gặp gỡ nhiều nhóm người Hoa ở Hội An cũng như ở Gia Định. Trong những năm này, Tập Đình đã bị quân Tây Sơn cách chức, đồng thời, Lý Tài đi theo đội ngũ của chúa Nguyễn. Nhiều nhà nghiên cứu cho rằng, chính từ việc phản bội này, Nguyễn Nhạc đã có cái nhìn không tốt về người Hoa.

## Diễn biến
Năm 1782, quân Tây Sơn do Nguyễn Nhạc chỉ huy đã đánh chiếm thành Gia Đinh. Tuy nhiên, một trong những trung úy Phạm Ngạn chủ chốt của Nhạc có tên đã bị một tướng Hoa giết chết khi chiến đấu phục vụ cho nhà Nguyễn. Người giết chết Phạm Ngạn chính là tướng người Hoa Trần Công Chương ngay tại vị trí của cầu Tham Lương. Chính vì điều này, Nhạc đã quyết định quét sạch người Hoa định cư ở Gia Định.
Quân Tây Sơn được cho là đã đốt phá các cửa hàng của thương nhân Trung Quốc và tàn sát hàng nghìn người Hoa. Mọi thứ càng được thể hiện rõ ràng hơn qua sự tức giận của quân Tây Sơn trước ủng hộ ngày càng gia tăng của cộng đồng người Hoa dành cho nhà Nguyễn. Sau chiến thắng tại Gia Định, các thủ lĩnh của quân Tây Sơn quay ngược trở về Bắc vào tháng 6 và để cho các trung úy cai quản thành phố. Số dân thường Trung Quốc thiệt mạng dao động khoảng 4.000 đến 20.000 người.

## Tư liệu
- Dutton, George Edson (2006). The Tây Sơn uprising: society and rebellion in eighteenth-century Vietnam. University of Hawaii Press. ISBN 0-8248-2984-0.
- Choi, Byung Wook (2004). Southern Vietnam Under the Reign of Minh Mạng (1820-1841): Central Policies and Local Response. SEAP Publications. ISBN 978-0-87727-138-3.
- Trần, Khánh (1993). The Ethnic Chinese and Economic Development in Vietnam. Institute of Southeast Asian Studies. ISBN 9789813016668.